# چابکی موش

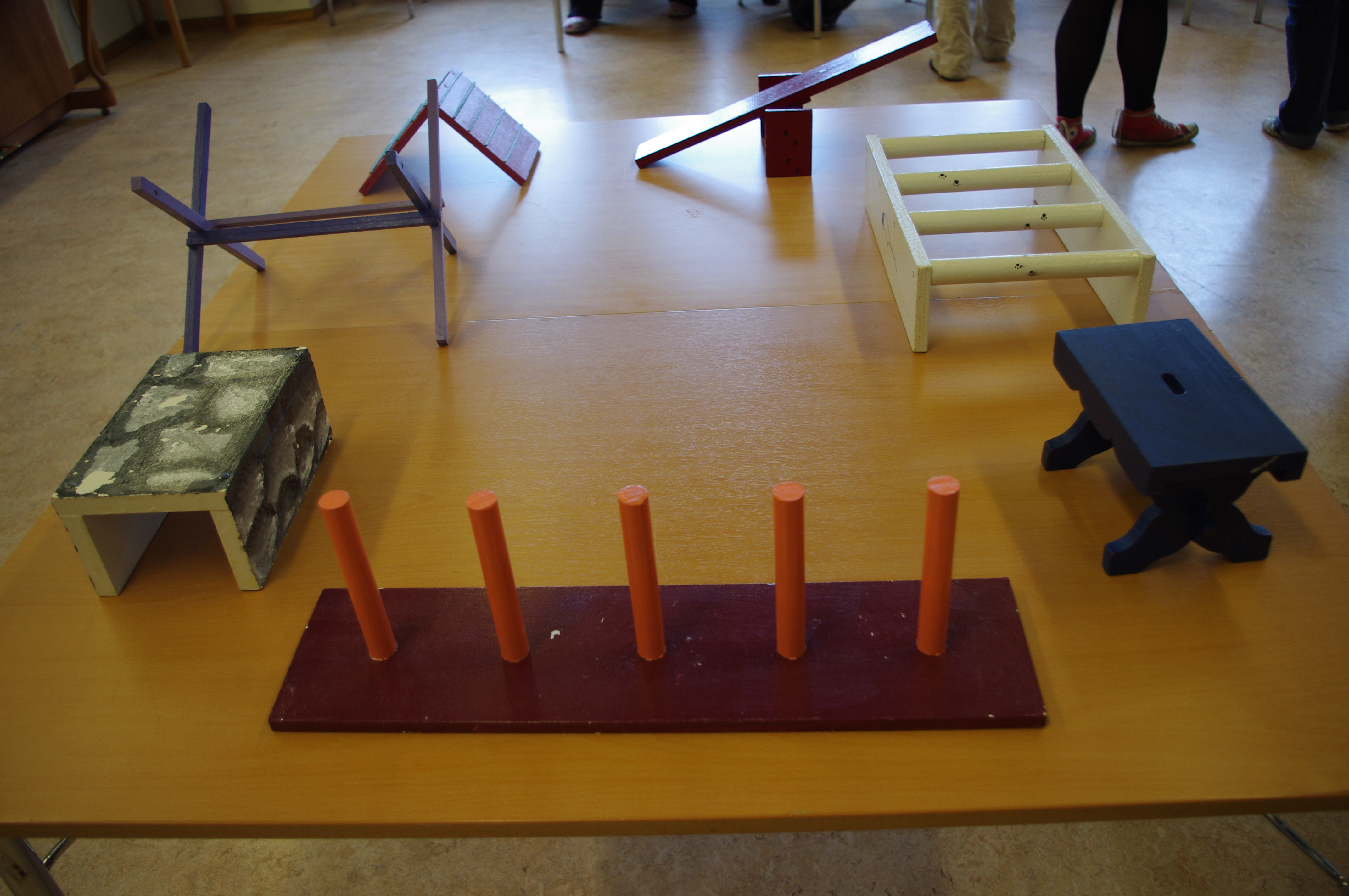
برخی از موانع رایج

چابکی موش (به انگلیسی: Rat agility) یک ورزش برای موش‌های خانگی است. اساساً از نسخه‌های کوچک‌شده موانع به‌کاررفته برای چابکی سگ استفاده می‌کند. این ورزش در سوئد سرچشمه گرفته است و می‌تواند خاستگاه آن را به دویدن روی میز (مالک در یک سوی میز موش را مجبور کند تا از سوی دیگر در کوتاه‌ترین زمان ممکن روی میز حرکت کند) در دهه ۱۹۸۰ بازمی‌گردد. در سال ۲۰۰۰ به یک مسابقه رسمی تبدیل شد